# Zarzuela del Pinar
Zarzuela del Pinar er en by og kommune i det centrale Spanien i provinsen Segovia. Den har et indbyggertal på 408 (2024) indbyggere.